# چوراتان
چوراتان (به ارمنی: Չորաթան) یک روستا در ارمنستان است که در استان تاووش واقع شده‌است.  در  کیلومتری شمال ایجوان، مرکز استان تاووش واقع شده است.

## خصوصیات
چوراتان ۸۹۸ نفر جمعیت دارد و در ارتفاع  متر بالاتر از سطح دریا قرار گرفته است.